# یهودیان بریتانیا
| این مقاله قسمتی از سری مقاله‌های مربوط به تاریخ یهودیان در انگلستان |
| تاریخ اولیه (۱۰۶۶-۱۲۰۰)                                            |
| اساس‌نامه یهودیت (۱۲۷۵)                                             |
| اخراج یهودیان از انگلستان (۱۲۹۰)                                   |
| بازگشت (۱۶۵۵)                                                      |
| مارانوها در انگلستان                                               |
| قانون تابعیت یهودی ۱۷۵۳                                            |
| تاثیرات                                                            |
| رهایی                                                              |
| ادیبات اولیه                                                       |
| چوت‌ها                                                              |
| مرتبط                                                              |
| یهودیان بریتانیا • فهرست                                           |
| تاریخ یهودیان در ایرلند                                            |
| تاریخ یهودیان در اسکاتلند                                          |
| تاریخ یهودیان در ولز                                               |
|                                                                    |
| نمایش بحث ویرایش                                                   |

یهودیان بریتانیا (به انگلیسی: British Jews)، جامعه‌ای کوچک اما مؤثر در بریتانیا هستند. یهودیان بریتانیا تأثیرات قابل توجهی بر جامعهٔ انگلستان داشته‌اند و همچنان نقش مهمی در اقتصاد، فرهنگ و تاریخ این کشور ایفا می‌کنند.
یهودیان اولین‌بار در سده ۱۱ میلادی به بریتانیا رسیدند، اما در سال ۱۲۹۰ میلادی به دستور ادوارد اول، از کشور اخراج شدند. این وضعیت تا سال ۱۶۵۶ میلادی ادامه داشت، در آن سال به یهودیان اجازه داده شد تا به بریتانیا بازگردند.
از آن زمان به بعد، جامعه یهودی بریتانیا رشد و توسعه یافته‌است. یهودیان در بسیاری از زمینه‌ها از جمله علوم، تجارت، سیاست و هنر نقش‌های برجسته‌ای ایفا کرده‌اند. چهره‌های معروفی مانند بنجامین دیزرائیلی، نخست‌وزیر بریتانیا در سده نوزدهم، ناتان مایر روتشیلد، اولین عضو یهودی مجلس لردها، بارون جولیوس دو رویتر، بانکدار و موسس بانک شاهنشاهی ایران و سایمون شاما، تاریخ‌نگار برجسته، نمونه‌هایی از موفقیت‌های یهودیان بریتانیایی هستند.
در سده بیستم، یهودیان بریتانیا با چالش‌های جدیدی روبرو شدند. در پی یهودی‌ستیزی گسترده در اروپا و کشتار جمعی یهودیان توسط آلمان نازی، بسیاری از یهودیان اروپایی به کشورهایی امن از جمله انگلستان مهاجرت کردند و جامعه یهودی بریتانیا به یک مرکز ثقل مهم فرهنگی، تجاری و دینی یهودیان اروپا تبدیل شد.
امروزه، جامعه یهودیان بریتانیا حدود ۲۶۰,۰۰۰ نفر را شامل می‌شود که بیشتر آنها در شهرهای لندن و منچستر زندگی می‌کنند. کنیسه‌ها، مدارس و سازمان‌های فرهنگی و خیریه یهودیان در سراسر کشور فعال هستند و به حفظ و تقویت فرهنگ و هویت یهودی کمک می‌کنند.

## جُستارهای وابسته
- اخراج یهودیان از انگلستان
- انجمن نمایندگان یهودیان انگلستان